# Ryo, un ragazzo contro un impero
Ryo, un ragazzo contro un impero (未来警察ウラシマン?, Mirai Keisatsu Urashiman lett: "Urashiman il poliziotto del futuro") è un anime televisivo prodotto da Tatsunoko Productions nel 1983 in 50 episodi. La serie è stata trasmessa per la prima volta dal network giapponese Fuji TV a partire dal gennaio 1983 e in Italia da Italia 1 a partire dal 1996.

## Trama
Un ragazzo sta guidando la sua automobile ad alta velocità per le strade di Tokyo durante una notte tempestosa, inseguito dalla polizia. L'auto del ragazzo, dopo una brusca svolta viene catturata da un'anomalia spaziotemporale: dal 1983 il giovane si ritrova nell'anno 2050.
Durante il viaggio nel tempo, il ragazzo ha perduto completamente la memoria e non ha idea di chi sia o da dove provenga, ma ben presto si trova inseguito dalle forze paramilitari dell'impero di "Neocrime", una potente organizzazione criminale guidata da Ludwig, a sua volta agli ordini dell'enigmatico "Supremo". Il capo dell'organizzazione è infatti convinto che il ragazzo, a causa del "salto" temporale, possieda il segreto dell'eterna giovinezza.
Il ragazzo assume quindi il nome di Ryo Urashima ed entra a far parte della "Megapolizia", un corpo d'élite che utilizza armature ad alta tecnologia per il potenziamento del corpo, e comincia a combattere l'impero di "Neocrime". Invece delle potenti automobili volanti dell'epoca, utilizza però una vecchia Volkswagen "maggiolino", con la quale intraprenderà la lotta aiutato dall'ufficiale Claudio, con il quale avrà un profondo rapporto di amicizia, e da Sophia, una ex-suora disillusa.

## Sigle
Sigla iniziale giapponese
"Midnight Submarine" è interpretata da Harry
Sigla finale giapponese
"Dream City Neo Tokyo" è interpretata da Harry
Sigla iniziale e finale italiana
"Ryo, un ragazzo contro un impero", musica di Valeriano Chiaravalle, testo di Alessandra Valeri Manera, è interpretata da Marco Destro

## Doppiaggio
| Personaggi          | Voce giapponese                             | Voce italiana     |
| ------------------- | ------------------------------------------- | ----------------- |
| Ryo (Ryu Urashima)  | Michitaka Kobayashi                         | Diego Sabre       |
| Claudio             | Akira Kamiya                                | Gabriele Calindri |
| Sophia              | Keiko Yokozawa                              | Marina Massironi  |
| Ludwig              | Kaneto Shiozawa                             | Gianfranco Gamba  |
| Aretha              | Haruko Kitahama                             | Anna Bonel        |
| Gerolamo            | - non disponibile -                         | Giorgio Melazzi   |
| Supremo di Neocrime | Eiji Maruyama, Kazuyuki Sogabe (da giovane) | Enrico Bertorelli |
| Alfa                | - non disponibile -                         | Antonio Paiola    |
| Giordano            | - non disponibile -                         | Pietro Ubaldi     |

## Episodi
| Nº | Titolo inglese Giapponese 「Kanji」 - Rōmaji                                                                 | In onda           | In onda |
| Nº | Titolo inglese Giapponese 「Kanji」 - Rōmaji                                                                 | Giapponese        |         |
| 1  | Year 2050 all of a sudden! 「突然!2050年」 - totsuzen! 2050 nen                                              | 9 gennaio 1983    |         |
| 2  | Behold! Naive Mission! 「誕生!ブリッコ刑事（デカ）」 - tanjou! burikko keiji (deka)                          | 16 gennaio 1983   |         |
| 3  | In search of the lost time! 「失われた時を求めて」 - ushinawa reta toki wo motome te                         | 23 gennaio 1983   |         |
| 4  | Chasing with the Beetle Car! 「追いかけてビートル」 - oi kakete bitoru                                       | 30 gennaio 1983   |         |
| 5  | Dangerous Disco Queen! 「危険なディスコ女王（クイーン）」 - kiken na deisuko joou (kuin)                     | 6 febbraio 1983   |         |
| 6  | The Shark Who Loves Beauties! 「巨大ザメは美女好き」 - kyodai zame ha bijo suki                              | 13 febbraio 1983  |         |
| 7  | Hitting Your Face With Cash! 「札束でひっぱたけ!」 - satsutaba dehippatake!                                  | 20 febbraio 1983  |         |
| 8  | The Moon`s Footprint is Already 80 Years Old? 「月の足跡は80才?」 - gatsu no sokuseki ha 80 sai?             | 27 febbraio 1983  |         |
| 9  | Yesterday`s Friend is Today`s Enemy 「昨日の友は今日の敵」 - kinou no tomo ha kyou no teki                   | 6 marzo 1983      |         |
| 10 | Higher than Everest! 「エベレストより高く」 - eberesuto yori takaku                                          | 13 marzo 1983     |         |
| 11 | Challenge! Northern Island Fubuki! 「挑発!南の島に吹雪」 - chouhatsu! minami no shima ni fubuki              | 20 marzo 1983     |         |
| 12 | The deep red angel dancing in the skies! 「空飛ぶ真っ赤な天使」 - kuuhi bu makka na tenshi                   | 27 marzo 1983     |         |
| 13 | Pierced in the past by a thorn! 「過去にささったトゲ」 - kako nisasatta toge                                 | 2 aprile 1983     |         |
| 14 | Miya has Super Powers too? 「ミャーにも超能力!?」 - mya nimo chounouryoku!?                                  | 9 aprile 1983     |         |
| 15 | The Photographed Heart of Urashiman 「撮られたリュウの心」 - tora reta ryuu no kokoro                        | 16 aprile 1983    |         |
| 16 | Killer Good Luck 「殺し屋グッドラック」 - koroshiya guddorakku                                               | 23 aprile 1983    |         |
| 17 | Love! Give Love to the Machines! 「愛!ロボットに愛!」 - ai! robotto ni ai!                                   | 30 aprile 1983    |         |
| 18 | `Mother` written on the Glass 「ガラスに書いた「ママ」」 - garasu ni kai ta (mama)                           | 7 maggio 1983     |         |
| 19 | Mermaid of Tiffany 「ティファニーで人魚」 - teifani de ningyo                                                | 14 maggio 1983    |         |
| 20 | Meeting with Fela 「フューラーとの遭遇」 - fuyura tono souguu                                                | 21 maggio 1983    |         |
| 21 | Personality Switch 「入れかわった性格!」 - ire kawatta seikaku!                                              | 28 maggio 1983    |         |
| 22 | Tears! Inspector Gondou`s Determination 「涙!権藤警部の決意」 - namida! ken fuji keibu no ketsui             | 4 giugno 1983     |         |
| 23 | Don`t cover the Spoils 「戦利品に手を出すな!」 - senrihin ni te wo dasu na!                                  | 11 giugno 1983    |         |
| 24 | Game of Death, Roulette of Victory 「デスゲーム一発勝負」 - desugemu ippatsushoubu                           | 18 giugno 1983    |         |
| 25 | The legendary Big Saturday 「伝説のビッグサタデー」 - densetsu no biggusatade                                | 25 giugno 1983    |         |
| 26 | Using the Hell Train which is setting out for New Tokyo 「ネオトキオ発地獄行き」 - neotokio hatsu jigoku iki | 2 luglio 1983     |         |
| 27 | Ryoga, don`t die in the Universe 「ベアー宇宙に死す...」 - bea uchuu ni shisu ...                            | 9 luglio 1983     |         |
| 28 | It`s painful to make a Mistake 「プロレスはつらいぜ」 - puroresu hatsuraize                                  | 16 luglio 1983    |         |
| 29 | Urashiman is on the Wanted List 「指名手配!リュウの首」 - shimeitehai! ryuu no kubi                          | 30 luglio 1983    |         |
| 30 | Corrupted Officers in the Wilderness 「荒野の悪徳保安官」 - kouya no akutoku hoankan                         | 6 agosto 1983     |         |
| 31 | Urashiman is full of Love 「リュウより愛を込めて」 - ryuu yori ai wo kome te                                 | 13 agosto 1983    |         |
| 32 | Trap, 1983 「トリック 1983」 - torikku 1983                                                                  | 20 agosto 1983    |         |
| 33 | The Truth about Phillip 「フューラーの真実」 - fuyura no shinjitsu                                           | 27 agosto 1983    |         |
| 34 | Breaking the Rules 「反逆のメロディー」 - hangyaku no merodei                                                | 3 settembre 1983  |         |
| 35 | Lord Peter`s Inheritance 「フューラーの遺産」 - fuyura no isan                                               | 10 settembre 1983 |         |
| 36 | Lord Peter`s Trap 「ルードビッヒの罠」 - rudobihhi no wana                                                   | 17 settembre 1983 |         |
| 37 | Change! Dirty Urashiman 「変身!ダーティリュウ」 - henshin! dateiryuu                                         | 24 settembre 1983 |         |
| 38 | Running towards the National Treasury 「金庫に向って走れ!」 - kinko ni mutte hashire!                        | 1º ottobre 1983   |         |
| 39 | New Tokyo`s Holiday 「ネオトキオの休日」 - neotokio no kyuujitsu                                             | 8 ottobre 1983    |         |
| 40 | Phillip`s Retaliation 「フューラーの逆襲」 - fuyura no gyakushuu                                             | 15 ottobre 1983   |         |
| 41 | Master Yamason 「アマゾンの七人」 - amazon no shichinin                                                      | 22 ottobre 1983   |         |
| 42 | Goodbye Keita 「さらば!クロード」 - saraba! kurodo                                                           | 29 ottobre 1983   |         |
| 43 | Lord Peter`s Glory 「栄光のルードビッヒ」 - eikou no rudobihhi                                               | 5 novembre 1983   |         |
| 44 | The Race with illusionary Powers 「幻の超能力一族」 - maboroshi no chounouryoku ichizoku                     | 12 novembre 1983  |         |
| 45 | The Assassin that needs to be killed 「必殺!恐怖の刺客」 - hissatsu! kyoufu no shikaku                       | 19 novembre 1983  |         |
| 46 | Nicrime`s Final Attack! 「ネクライムの総攻撃」 - nekuraimu no soukougeki                                     | 26 novembre 1983  |         |
| 47 | The Return of Phillip 「帰って来たフューラー」 - kaette kita fuyura                                          | 3 dicembre 1983   |         |
| 48 | Lord Peter`s Death 「ルードビッヒの最期」 - rudobihhi no saigo                                               | 10 dicembre 1983  |         |
| 49 | The Super Powers of Love and Hate 「愛と死の超能力」 - ai to shino chounouryoku                              | 17 dicembre 1983  |         |
| 50 | Good Bye, 2050 「サヨナラ2050年」 - sayonara 2050 nen                                                        | 24 dicembre 1983  |         |